# Geoffrey Scott (Schauspieler)
Geoffrey Chase Scott (* 22. Februar 1942 in Hollywood, Kalifornien; † 23. Februar 2021 in Broomfield, Colorado) war ein US-amerikanischer Schauspieler.

## Leben
Seine Fernsehkarriere begann er 1970 in der Gothic-Daily Soap Dark Shadows. Danach folgten etliche Gastrollen, unter anderem in Serien wie Cannon, Hotel, Matt Houston und Love Boat. Größere Bekanntheit erlangte er von 1982 bis 1984 durch seine Rolle als Tennisspieler Mark Jennings im Denver-Clan. Nach über 30 Jahren im Filmgeschäft ging er nach einer kleinen Rolle als Präsident in Ang Lees Hulk in den Ruhestand und zog mit seiner Familie nach Colorado. Sein Schaffen als Schauspieler umfasst rund drei Dutzend Produktionen; nur selten war er in Kinofilmen zu sehen.
Scott starb einen Tag nach seinem 79. Geburtstag an den Folgen der Parkinson-Krankheit. Er war verheiratet und Vater zweier Söhne.

## Filmografie (Auswahl)
- 1970: Dark Shadows (Fernsehserie, 13 Folgen)
- 1972–1973: Cannon (Fernsehserie, 3 Folgen)
- 1974: Houston, bitte kommen... (Houston, We've Got a Problem, Fernsehfilm)
- 1974: Kojak – Einsatz in Manhattan (Kojak; Fernsehserie, Doppelfolge The Chinatown Murders)
- 1975: Harry O (Fernsehserie, Folge Group Terror)
- 1979: Barnaby Jones (Fernsehserie, Folge A Desperate Pursuit)
- 1979: The Secret Empire (Fernsehserie, 12 Folgen)
- 1980: Dallas (Fernsehserie, Folge The Wheeler Dealer)
- 1981: Die Supertypen (Concrete Cowboys; Fernsehserie, 7 Folgen)
- 1982–1984: Der Denver-Clan (Dynasty; Fernsehserie, 45 Folgen)
- 1983: Fantasy Island (Fernsehserie, Folge Three's a Crowd/Second Time Around)
- 1983/1986: Love Boat (Fernsehserie, 2 Folgen)
- 1984–1985: 1st & Ten (Fernsehserie, 12 Folgen)
- 1985: Matt Houston (Fernsehserie, Folge The Beach Club Murders)
- 1986: Der Morgen danach (The Morning After)
- 1987: Eine schrecklich nette Familie (Married with Children; Fernsehserie, Folge Where's the Boss?)
- 1989: Mord ist ihr Hobby (Murder, She Wrote; Fernsehserie, Folge Prediction: Murder)
- 1989: General Hospital (Seifenoper)
- 1990: Under Chrystal Lake
- 1992: Baywatch – Die Rettungsschwimmer von Malibu (Baywatch; Fernsehserie, Doppelfolge River of No Return)
- 1993: Murphy Brown (Fernsehserie, Folge Back to the Ball)
- 2003: Hulk